# Conus boavistensis
Conus boavistensis is een in zee levende slakkensoort uit het geslacht Conus. De slak behoort tot de familie Conidae. Conus boavistensis werd in 1990 beschreven door Rolán en Fernandes. Net zoals alle soorten binnen het geslacht Conus zijn deze slakken roofzuchtig en giftig. Ze zijn in staat om mensen te steken en moeten daarom zorgvuldig worden behandeld.